# 3. division (håndbold)
 For alternative betydninger, se 3. division. (Se også artikler, som begynder med 3. division)
3. division er den fjerdeøverste række i håndboldens danmarksturnering. Oprykning sker til 2. division og nedrykning sker til lokal serie.

## Afviklingen af turneringen
Håndboldens 3. division består som udgangspunkt (hold kan have udtrådt) af seks puljer med 12 hold i hver. Dette gør sig gældende hos begge køn. Man møder hver modstander én gang ude og én gang hjemme. Dette giver – med 12 hold i rækken – 22 kampe.

## Oprykning til 2. division
Når alle kampene er afviklet, rykker vinderen af hver pulje direkte op i 2. division, såfremt det er oprykningsberettiget. Det er det ikke, hvis klubben også har et hold i 2. division. At klubben evt. har et hold i 1. division eller i ligaen er derimod ingen hindring, medmindre dets 1. divisionshold rykker ned i 2. division. Det næsthøjest placerede, oprykningsberettigede hold skal ud i en kvalifikationskamp mod en anden 2'er i 3. division. Giver dette en samlet sejr (over to kampe), skal holdet møde en 10'er fra 2. division. Vindes denne også (over to kampe), rykker holdet op. Alle tabere spiller i 3. division i den efterfølgende sæson.

## Nedrykning til lokal serie
De hold, der slutter på eller under 11.-pladsen, rykker direkte ned i sin egen lokalserie. Nummer 10 i hver pulje skal spille mod et hold fra en lokal serie, for at undgå nedrykning.

## Eksterne links
- Op- og nedrykning i dansk håndbold Arkiveret 30. december 2008 hos  Wayback Machine